# Mörttjärnen (Torps socken, Medelpad, 693797-152165)
Mörttjärnen är en sjö i Ånge kommun i Medelpad och ingår i Ljungans huvudavrinningsområde. Sjön är 9,4 meter djup, har en yta på 0,03 kvadratkilometer och befinner sig 232 meter över havet.